# Lagunillas (Bolivia)
Lagunillas è un comune (municipio in spagnolo) della Bolivia nella provincia di Cordillera (dipartimento di Santa Cruz) con 5.941 abitanti (dato 2010).

## Cantoni
Il comune è suddiviso in 2 cantoni.
- Lagunillas
- Aquio